# Стела «Освободителям Ростова»
Памятник-стела «Воинам-освободителям г. Ростова-на-Дону от немецко-фашистских захватчиков» — возведён на центральной площади Ростова-на-Дону в честь освобождения города от нацистских войск. Торжественное открытие памятника состоялось 8 мая 1983 года. Этот памятник установлен к 40-летию освобождения Ростова-на-Дону и напоминает жителям города и его гостям о трагедии военных лет.

## История
Решение установить в Ростове памятник воинам-освободителям было принято в 1943 году, сразу после освобождения города, по итогам собрания жителей на Театральной площади.
Проект постройки памятника и прилежащего к нему сквера разрабатывался неоднократно, однако денег у городского бюджета каждый раз не находилось. Проект был заморожен, но в 1980-х годах вопрос о памятнике встал вновь. На этот раз победил проект скульптора И. М. Рукавишникова и архитекторов А. Н. Филипповой и Н. Н. Миловидова, законченный в 1980 году.

## Строительство
Проект памятника был чрезвычайно сложным для того времени. Разработчики столкнулись со множеством проблем связанных с конструкцией, нехваткой материалов и трудностью постройки. Все вопросы были решены титаническими усилиями разработчиков и некоторыми родственными связями в правительстве.
По мнению многих экспертов в Ростове никогда прежде не возводились памятники такого масштаба.
В сентябре 2015 года самые известные памятники Ростова-на-Дону были оснащены ночной подсветкой. В числе этих памятников оказался и памятник-стела «Освободителям Ростова».

## Описание
На 72-метровую высоту взметнулась спаренная стела, увенчанная 100-тонным навершием в виде носа корабля. Со стороны Дона стелу украшает скульптура крылатой богини победы Ники (в советское время утверждалось, что это Родина-мать), со стороны Театральной площади — макет ордена Отечественной войны I-ой степени
- Оформление стелы
- Рельеф из туфа, вид спереди
- Фрагмент, вид спереди
- Вид сбоку
- Скульптура богини Ники